# LU-652
La carretera autonómica LU-652 es una carretera de la red primaria complementaria de la Junta de Galicia que une los municipios de Bóveda y Puebla del Brollón, en la provincia de Lugo. Tiene una longitud de 12,3 km.

## Trazado
Comienza su trazado en la localidad de Bóveda, concretamente en la rotonda de enlace con la carretera LU-546, que une Lugo con Monforte de Lemos. La carretera se dirige hacia el sureste y enlaza a la altura del cementerio de Bóveda con la carretera LU-643 a Incio, y unos metros más adelante con el corredor CG-2.2, que une Lugo con Monforte de Lemos. Durante más de 5 km su trazado es totalmente rectilíneo y enlaza con las carreteras LU-P-0902 a Mosteiro y Freituxe, LU-P-0901 a Ribas Pequeñas y LU-P-4703 a Piño, Santalla de Rey y Veiga. 
Se adentra entonces en el municipio de Puebla del Brollón, en el que enlaza con la carretera LU-P-4708 a Eixón y con varias pistas a Fornelas. Posteriormente cruza la parroquia de Cereixa donde enlaza con la carretera LU-P-4705 a Nogueiras. Tras pasar este núcleo enlaza con la carretera LU-P-4713 a Puebla del Brollón y con la N-120 que une Ponferrada con Orense. Finaliza en el lugar de Estación, en la carretera LU-933.

### Cruces y salidas
| Kilómetro | Salidas hacia la izquierda (dirección Estación) | Salidas hacia la derecha (dirección Estación) | Notas |
| --------- | --- | --- | ----- |
| 0,000 km  | 1ª Salida: LU-546 Rubián - Sarria - Lugo 2ª Salida: LU-546 Bóveda - Monforte de Lemos 3ª Salida: LU-652 Puebla del Brollón - CG-2.2 - N-120                  | 1ª Salida: LU-546 Rubián - Sarria - Lugo 2ª Salida: LU-546 Bóveda - Monforte de Lemos 3ª Salida: LU-652 Puebla del Brollón - CG-2.2 - N-120                  |       |
| 0,370 km  | LU-643 Layosa - Cruz de Incio | Ribas Pequeñas |       |
| 0,950 km  | 1ª Salida: Av. Alfonso XIII 2ª Salida: CG-2.2 Monforte de Lemos 3ª Salida: LU-652 Puebla del Brollón - CG-2.2 Sarria - Lugo - N-120 4ª Salida: LU-652 Bóveda | 1ª Salida: Av. Alfonso XIII 2ª Salida: CG-2.2 Monforte de Lemos 3ª Salida: LU-652 Puebla del Brollón - CG-2.2 Sarria - Lugo - N-120 4ª Salida: LU-652 Bóveda |       |
| 1,100 km  | 1ª Salida: LU-652 Puebla del Brollón - N-120 2ª Salida: CG-2.2 Sarria - Lugo 3ª Salida: LU-652 Bóveda - CG-2.2 Monforte de Lemos                             | 1ª Salida: LU-652 Puebla del Brollón - N-120 2ª Salida: CG-2.2 Sarria - Lugo 3ª Salida: LU-652 Bóveda - CG-2.2 Monforte de Lemos                             |       |
| 2,370 km  | Arroxo - Guntín | |       |
| 2,680 km  | LU-P-0902 Mosteiro - Freituxe | |       |
| 3,310 km  | | LU-P-0901 Ribas Pequeñas |       |
| 3,560 km  | LU-P-4703 Piño - Santalla de Rey - Pacios de Veiga - Ferreirúa                                                                                               | |       |
| 6,570 km  | | Fornelas |       |
| 7,120 km  | Eixón - Lama | Fornelas |       |
| 7,540 km  | LU-P-4708 Eixón | |       |
| 7,710 km  | | Fornelas |       |
| 9,310 km  | | Areas |       |
| 9,490 km  | | Rairos |       |
| 9,750 km  | Guntiñas | |       |
| 10,320 km | LU-P-4705 Nogueiras | |       |
| 10,840 km | LU-P-4713 Puebla del Brollón | N-120 Ponferrada - Monforte de Lemos - Orense |       |
| 12,320 km | LU-933 Quiroga | LU-933 Monforte de Lemos |       |